# Castres (Tarn)
|  | Aquest article tracta sobre el municipi al departament francès del Tarn. Si cerqueu altres llocs del Tarn anomenats Castres, vegeu «Castres». |

Castres, nom oficial en francès, o Castras - en occità - és un municipi francès, al departament del Tarn (regió d'Occitània). Els habitants de Castres es diuen els castresos (en occità castrés -esa, en francès castrais -aise). L'any 2005 tenia 43.300 habitants.

## Geografia
Castres és al peu de la Muntanya Negra, a una altitud de 172 metres sobre nivell del mar, a 45 quilòmetres al sud-sud-est d'Albi, i a 72 quilòmetres a l'est de Tolosa de Llenguadoc. Castres és recorreguda de nord a sud pel riu Agot, afluent del Tarn. Aquest riu està vestit per velles cases virolades de les quals el pesat passat històric es projecta sobre les seves aigües.

### Demografia
| Evolució de la població Cassini i INSEE |        |        |      |        |        |        |        |        |
| 1793                                    | 1800   | 1806   | 1821 | 1831   | 1836   | 1841   | 1846   | 1851   |
| 12 327                                  | 15 171 | 13 717 | -    | 16 418 | 17 602 | 19 225 | 20 651 | 20 815 |

| 1856   | 1861   | 1866   | 1872   | 1876   | 1881   | 1886   | 1891   | 1896   |
| ------ | ------ | ------ | ------ | ------ | ------ | ------ | ------ | ------ |
| 22 062 | 21 538 | 21 357 | 23 461 | 25 856 | 27 408 | 27 427 | 27 509 | 28 204 |

| 1901   | 1906   | 1911   | 1921   | 1926   | 1931   | 1936   | 1946   | 1954   |
| ------ | ------ | ------ | ------ | ------ | ------ | ------ | ------ | ------ |
| 27 308 | 28 272 | 27 830 | 25 943 | 27 028 | 28 084 | 29 133 | 30 781 | 34 126 |

| 1962   | 1968   | 1975   | 1982   | 1990   | 1999   | 2006 | 2011 | 2016 |
| ------ | ------ | ------ | ------ | ------ | ------ | ---- | ---- | ---- |
| 36 978 | 40 457 | 45 978 | 45 578 | 44 812 | 43 496 | -    | -    | -    |

| 2019 | - | - | - | - | - | - | - | - |
| ---- | - | - | - | - | - | - | - | - |
| -    | - | - | - | - | - | - | - | - |

## Història

### Orígens
El nom de la ciutat ve de la paraula llatina castrum que significa plaça fortificada. Castres va créixer al voltant de l'abadia benedictina de Sant Benet, que es creu va ser fundada cap a l'any 647, probablement sobre l'emplaçament d'un assentament romà (castrum). Castres esdevingué una parada important en els pelegrinatges a Sant Jaume de Compostel·la (a través de la Via Tolosina) a Espanya perquè la seva abadia-església, construïda al segle ix, guardava les relíquies de Sant Vicenç. És un indret d'importància des del segle xii, i segona ciutat albigesa darrere de la capital Albi.
Apareix en època dels visigots sota el nom de Villa Gothorum, esdevingut Vilagodu. A començaments del segle ix Carlemany va donar precepte per la construcció d'una Abadia (vegeu Abadia de Castres).
L'abadia entrà en declivi i el 1074 passà a estar subjecta a l'abadia a Sant Víctor de Marsella. Al segle xii, la famosa família Trencavell del vescomtat d'Albí concedí a Castres una carta de llibertat que permeté als seus ciutadans d'administrar els seus assumptes de manera independent a través d'un consell de cònsols.

### Castres i el catarisme
El 1229 la ciutat fou donada en feu a Felip de Montfort, fill de Guiu (germà de Simó de Montfort), però la família ja l'havia ocupat des del 1209. El 1317 es va convertir en seu episcopal que va durar fins al 1789.

### Declivi
El 1356, la ciutat de Castres va ser promoguda comtat pel Rei Joan II de França. Tanmateix, la ciutat havia sofert considerablement per la pesta negra (1347-1348) i, després, pel Príncep Negre d'Anglaterra i les bandes dels mercenaris que han escumat el país durant la Guerra dels Cent Anys. En conseqüència, el segle xiv va ser per a Castres un període de profund declivi. El 1375, només quedaven uns 4.000 habitants sobre la riba esquerra de la ciutat, o sigui la meitat de la població del segle precedent. Després de la confiscació de les possessions de Jacques d'Armanyac, duc de Nemours, al qual pertanyia el comtat de Castres; el comtat va ser atorgat el 1476 pel rei Lluís XI a Boffille de Juge (Boffillo del Giudice), noble italià i aventurer que servia el rei com a diplomàtic. Però en resposta a un desacord de família entre la filla de Boffille de Juge, i el seu cunyat, el comtat va tornar sota el custòdia de la corona del rei Francesc I de França el 1519 (vegeu Comtat de Castres).

### El protestantisme i la posterior pau

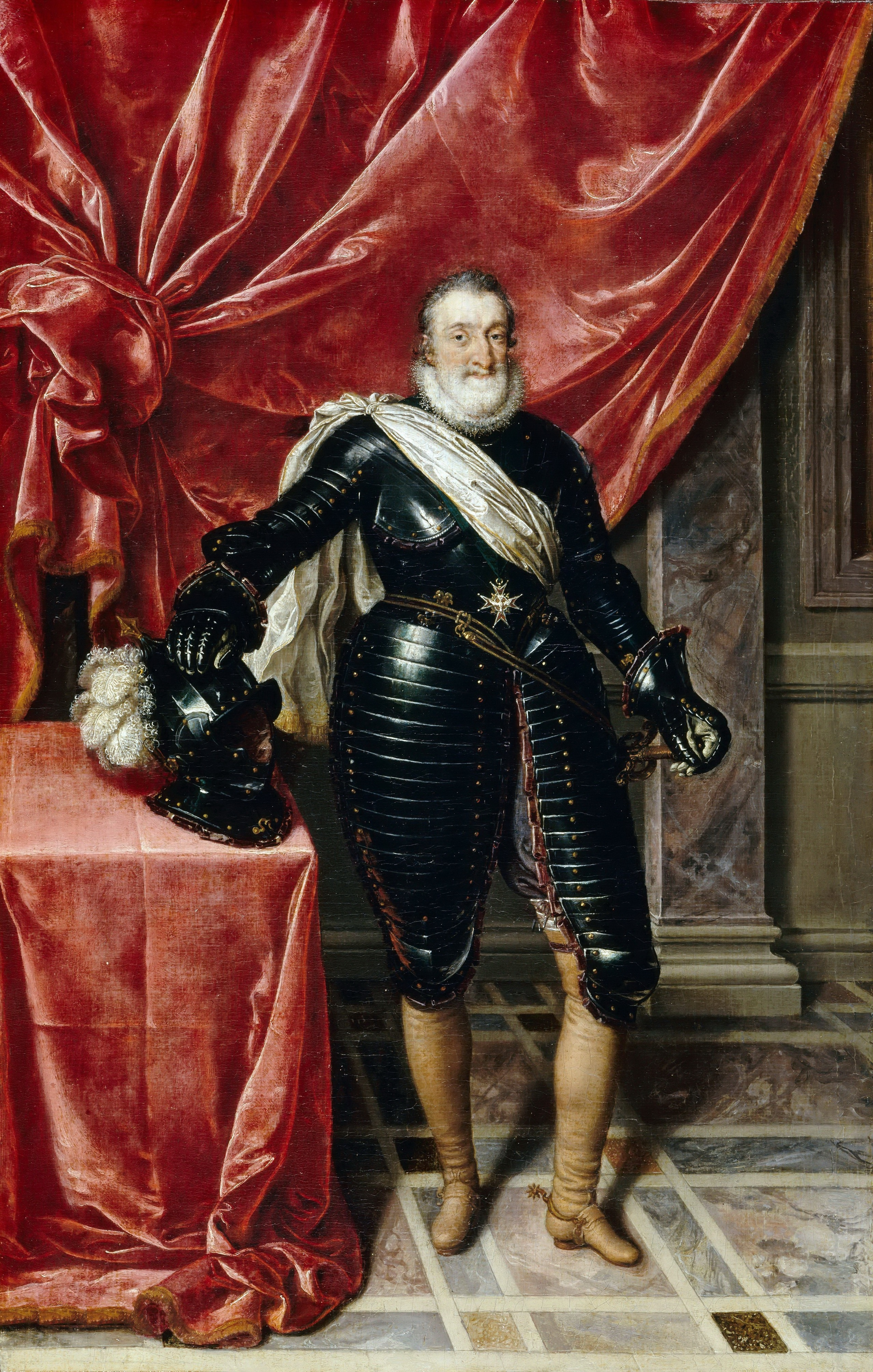
El rei de França Enric IV, s'allotjà a Castres el 1585

Al voltant de 1560, la majoria de la població de Castres ja s'ha convertit al Protestantisme. En les guerres de l'última part del segle xvi, els habitants han comerciat amb els protestants, la ciutat s'ha enriquit, i s'ha establert en república independent. Castres era una de les places protestants més important de la França meridional, amb Montalban i La Rochelle. Enric de Navarra, que més tard serà el rei de França Enric IV, s'allotjà a Castres el 1585. Tanmateix els Protestants de Castres van ser expulsats als límits de Castres per ordre del rei Lluís XIII el 1629, i el mateix Richelieu ve a Castres per veure les fortificacions desmantellades. No obstant això, després d'aquestes Guerres de Religió la pau participa en un període d'expansió ràpida. Les activitats comercials tradicionals són restablertes, en particular en relació amb la pell, el cuir i sobretot les llanes. L'agricultura s'expandeix de nou, amb la fundació de l'Acadèmia de Castres el 1648. Castres s'ha beneficiat de la Contra-Reforma de l'església catòlica, amb la construcció de diversos convents a la ciutat, i el palau episcopal de Monsenyor Michel de Tuboeuf, bisbe de Castres. Una nova catedral va ser igualment construïda, després de les destruccions de les guerres religioses. I potser encara més important, Castres és la seu de la Cambra de l'Edicte del Parlament de Tolosa de Llenguadoc, un Tribunal Suprem desenganxat del Parlament de Tolosa de Llenguadoc i responsable dels assumptes que impliquen els Protestants del Llenguadoc (una mesura de protecció atorgada per l'Edicte de Nantes). Aquest tribunal va atreure un bon nombre d'assumptes a Castres. El 1665, hi havia 7.000 habitants a Castres, 4.000 catòlics, i 3.000 protestants.
Tanmateix el 1670, la Cambra de l'Edicte és transferida a Castelnaudary, amb el gran descontentament dels habitants (fins i tot catòlics), que han perdut una font important dels seus negocis amb la sortida dels advocats i dels demandants. La revocació de l'Edicte de Nantes va seguir aviat, i Castres ha sofert molt quan un gran nombre dels protestants escollí l'exili.
Llavors va venir la pesta de 1720 a 1724. Finalment, Castres va perdre la seva carta liberal el 1758. Cap a 1760, alguns anys després del cèlebre Assumpte Calas a Tolosa de Llenguadoc, Castres es va fer conèixer a tot el país per l'Assumpte Sirven: Pierre-Paul Sirven i la seva esposa, tots dos protestants, van ser injustament acusats d'haver assassinat la seva filla per tal d'impedir-li convertir-se al catolicisme. Després de fugir, van ser jutjats i condemnats a mort que es va consumir el 29 de març de 1764. Però van ser absolts per Voltaire el 1771.

### La revolució
La revolució francesa ha estat generalment ben acollida en Castres, en particular entre els negociants i els empresaris protestants locals, però la majoria de la població va continuar sent moderada durant tot el període. El 1793, per exemple, el sacerdot protestant Alba Lasource, representant de Castres a la Convenció nacional a París, es va oposar a la deportació dels sacerdots catòlics no-jurats a la Guaiana Francesa. Els sacerdots no-jurats eren de lluny majoria a la regió de Castres. Alba Lasource va estar acusat de ser massa moderat i va ser guillotinat l'octubre de 1793. Per les sospites de ser moderat envers la Revolució, Castres va ser durament castigada. El bisbat que havia estat establert pel papa Joan XXII el 1317 va ser suprimit, col·locant-se sota la tutela del bisbat d'Albí. De prefectura del departament del Tarn el 1790, la ciutat va ser reclassificada en sotsprefectura el 1797 en benefici d'Albí.

### Desenvolupament dels seglesxixixx
Malgrat aquests retrocessos, al segle xix l'economia de Castres s'ha desenvolupat considerablement, i la ciutat s'estengué fora del seu vell centre medieval. Des de 1815, el primer molí mecanitzat de llanes va ser instal·lat a la ciutat. Si bé en un principi s'especialitzà en teixits de luxe, la indústria tèxtil de Castres gira llavors cap a tipus més ordinaris de teixit, que implicaven mercats més grans. Al voltant de 1860, hi havia 50 molins de llanes a la ciutat, donant feina a 3.000 persones. Al final del segle xix, aparegueren les indústries de construcció mecànica, permetent a Castres de fer-se un arsenal militar important durant la Primera Guerra Mundial. Castres va ser enllaçat a la xarxa ferroviària francesa el 1865. A finals del segle xix, Castres era la ciutat més gran al departament de Tarn, amb 5.000 habitants més que Albí.
El 1859 neix un castrais il·lustre: Jean Jaurès. Va ser un polític francès que morí assassinat a París el 31 de juliol de 1914.
Tanmateix, al segle xx la ciutat ha experimentat un nou període de declivi. Encara que Castres hagi emergit de les dues guerres mundials sense massa problemes, l'economia local va quedar greument malmesa. Com tantes ciutats i pobles d'Europa que s'havien beneficiat de la revolució industrial, Castres prova una reestructuració difícil del seu teixit industrial. El tèxtil sofreix particularment. Castres és igualment ofegada per la seva localització geogràfica, aïllat al peu de la muntanya negra, lluny dels itineraris principals d'intercanvi i de transport.
Castres va tenir la sort de tenir un altre il·lustre personatge : Pierre Fabre, farmacià nascut el 1927 i fundador del laboratori farmacèutic del mateix nom i que té un pes econòmic enorme a l'entorn castrès amb una dotzena d'ubicacions i una projecció internacional important amb una filial i un laboratori a Barcelona. Aquí el Llenguadoc com a Catalunya, la indústria tèxtil s'ha convertit en indústria química i farmacèutica però amb menys sort per causa del centralisme francès que sempre va desfavorir el sud de França (la seu de Pierre Fabre Medicament és ubicada a Boulogne als voltants de París mentre que 90% del laboratori és situada entre Castres i Tolosa de Llenguadoc).
El 2004 Castres és l'única ciutat d'aquesta talla a França que no està a la xarxa d'autopistes. La bona fortuna de Castres ha de venir que està situada a només 72 quilòmetres d'una Tolosa de Llenguadoc molt dinàmic.

## Cultura
Castres és una ciutat important (l'aglomeració Castres-Mazamet fa 100.000 habitants) on encara es pot sentir parlar occità. Als voltants, és encara utilitzat per més de 10-20% de la població i Castres té un Centre d'Estudis Occitans El dictat en occità té lloc cada any en videoconferència entre Castres, Vilanova d'Olt i Barcelona.
L'església de Sant Benet, que va ser la catedral de Castres, és avui la més important de les esglésies de Castres, data només dels segles xvii i xviii. L'ajuntament ocupa l'antic palau episcopal i el Jardí del Bisbat concebuts ambdós al segle xvii pel cèlebre arquitecte Jules Hardouin-Mansart (l'arquitecte de Versalles). Prop del palau, La torre de Sant Benet d'arquitectura romànica és l'únic vestigi de la vella abadia benedictina. La ciutat posseeix alguns vells casals del segle xvi i XVII, en destaca el renaixentista Hotel de Nayrac.
Castres va obrir el 1840, el museu Goya, que conté la major col·lecció de pintures espanyoles a França, després del museu del Louvre. Considerablement enriquit pels llegats de la família de Marcel Briguiboul, s'hi descobreixen obres dels primitius del segle xiv-XVI, com a Francisco Pacheco (El mestre de Diego Velázquez), i obres mestres del segle d'or, Velázquez, Bartolomé Esteban Murillo, Ribera, Valdez Leal, Alonso Caro, així com tres Goya, i una múltiple sèrie de gravats del mestre espanyol.
El museu de Jaurès ha estat igualment obert el 1954 a la seva casa natal en ple centre de la ciutat.
El teatre de la ciutat en un estil rococó data del 1904. Arreglat sobre el model de l'Òpera Còmica de París (per Joseph Galinier alumne de l'arquitecte Charles Garnier), la cúpula interior és signada Jean-Paul Laurens.
El centre d'art contemporani de Castres proposa descobrir la creació artística del nostre temps en un hotel particular del segle xvii.

## Política
| Període     | Nom                  | Partit  |  |
| ----------- | -------------------- | ------- |  |
| 2008 -      | Pascal Bugis         | UMP     |  |
| 2001 - 2008 | Pascal Bugis         | UMP     |  |
| 1995 - 2001 | Arnaud Mandement     | PS      |  |
| 1989 - 1995 | Jacques Limouzy      | RPR     |  |
| 1985 - 1989 | Philippe Deyveaux    | PS      |  |
| 1977 - 1985 | Jean Pierre Gabarrou | PS      |  |
| 1971 - 1977 | Jacques Limouzy      | UDR     |  |
| 1954 - 1971 | Lucien Coudert       | Radical |  |
| 1953 - 1954 | Robert Sizaire       | SFIO    |  |
|             |                      |         |  |